# Port Lavaca
Port Lavaca település az Amerikai Egyesült Államok Texas államában, Calhoun megyében, melynek megyeszékhelye is. Lakosainak száma 11 557 fő (2020. április 1.).

## Népesség
A település népességének változása:

| 2010 | 12 248 |
| 2020 | 11 557 |